# Six Jours de Rio de Janeiro
Les Six Jours de Rio de Janeiro sont une course cycliste de six jours disputée à Rio de Janeiro, au Brésil. Une seule édition a eu lieu en 1956.

## Palmarès
| Année | Vainqueur                       | Deuxième                     | Troisième                  |
| ----- | ------------------------------- | ---------------------------- | -------------------------- |
| 1956  | Severino Rigoni Bruno Sivilotti | Mario García Ernesto Giacche | José Carvalho Claudio Rosa |